# Plasser & Theurer

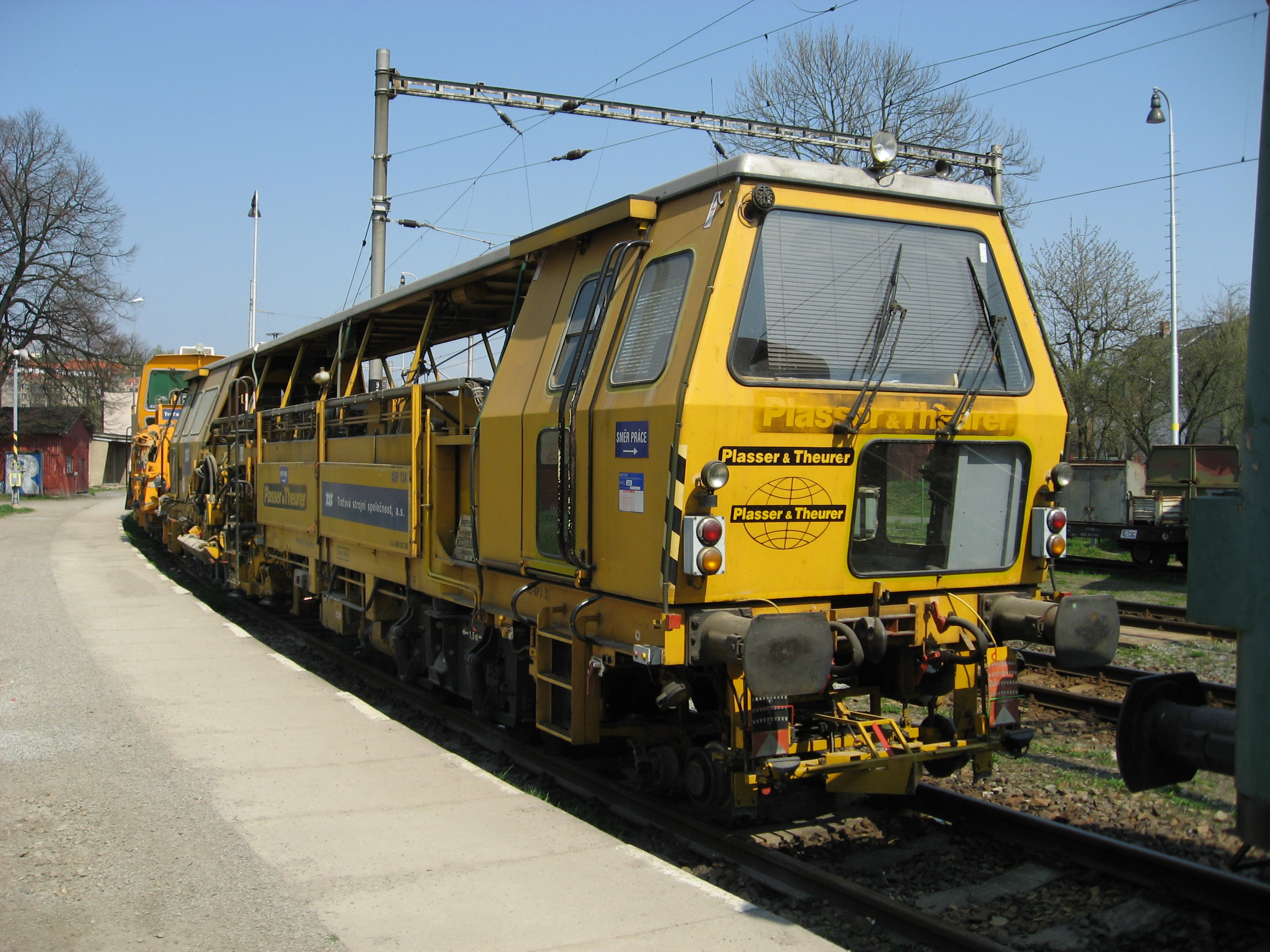
Materieel van Plasser & Theurer.

Plasser & Theurer is een Oostenrijkse rollendmaterieelfabrikant voor het aanleggen en onderhouden van spoorwegen. De hoofdvestiging bevindt zich in Wenen; de oorspronkelijke fabriek staat in Linz. Het bedrijf heeft 3000 werknemers in dienst. De aandelen zijn in handen van de oprichters en hun echtgenoten; de heer en mevrouw Theurer bezitten ieder 30%; de heer en mevrouw Plasser ieder 20%.
Plasser & Theurer ontwikkelde in 1953 met 9 man personeel de eerste onderstopmachine ter wereld. Dit was de eerste stap op weg naar het mechaniseren van spoorwegbouw. In 1958 en 1959 werden dochterondernemingen in Canada en Zuid-Afrika opgericht en in 1971 in Brazilië en Japan.
Het bedrijf leverde onder andere het materieel waarmee het spoor is aangelegd waarover de Franse hogesnelheidstrein TGV op 26 februari 1981 het record van 380 km/u vestigde, en op 18 mei 1990 dat van 515,3 km/u.